# Teneramente Licia e i Bee Hive
Teneramente Licia e i Bee Hive è la colonna sonora della serie televisiva Teneramente Licia pubblicata da Five Record S.r.l. e distribuita da C.G.D. Messaggerie Musicali S.p.A. nel 1987. È il sedicesimo album di Cristina D'Avena e il quarto con i Bee Hive.

## Descrizione
L'album contiene tutte le versioni cantate delle canzoni della serie. A chiudere l'album vi è la versione strumentale della sigla Teneramente Licia. A partire da questo album il personaggio di Licia entra ufficialmente a far parte come voce solista femminile del gruppo musicale dei Bee Hive.
Nel dicembre 2010 l'album è stato ristampato per la prima volta su CD all'interno del cofanetto Licia e i Bee Hive Story, box da 5 dischi contenente le ristampe delle colonne sonore dei quattro telefilm di produzione italiana ispirati al personaggio di Licia, oltre che del cartone animato da cui hanno origine.

## Tracce
- LP: FM 13599

- MC: 50 FM 13599

Lato A
Testi di Alessandra Valeri Manera, musiche di Carmelo Carucci; edizioni musicali Canale 5 Music.
1. Cristina D'Avena – Teneramente Licia – 2:57
2. Cristina D'Avena e Mirko e i Bee Hive – La poesia sei tu – 3:47
3. Mirko e i Bee Hive – Nel tuo sorriso – 2:41
4. Cristina D'Avena – Amore mio – 2:53
5. Cristina D'Avena e Mirko e i Bee Hive – Un sogno aspetta noi – 2:57
6. Mirko e i Bee Hive – Solo sono io – 3:07

Durata totale: 18:22
Lato B
Testi di Alessandra Valeri Manera, musiche di Carmelo Carucci; edizioni musicali Canale 5 Music.
1. Cristina D'Avena e Mirko e i Bee Hive – Se penso a te – 2:38
2. Mirko e i Bee Hive – Love You Are My Love – 3:35
3. Cristina D'Avena – Quando arrivi tu – 2:40
4. Mirko e i Bee Hive – Scende la sera – 3:20
5. Mirko e i Bee Hive – Tante piccole cose fanno grande l'amore – 2:45
6. Teneramente Licia (strumentale) – 2:57

Durata totale: 17:55
Voci
Enzo Draghi – Presta la voce a Mirko di Mirko e i Bee Hive

## Produzione
- Alessandra Valeri Manera – Produzione
- Direzione Creativa e Coordinamento Immagine Mediaset – Grafica
- Vittoriorlando – Foto

## Produzione e formazione dei brani
Per tutti i brani ad eccezione di Teneramente Licia
- Carmelo Carucci – tastiera, pianoforte[4], produzione e arrangiamento
- Piero Cairo – programmazione
- Giorgio Cocilovo – chitarre
- Paolo Donnarumma – basso
- Flaviano Cuffari – batteria
- Claudio Pascoli – sax[5] e armonica[6]
- Vincenzo Draghi – cori
- Moreno Ferrara – cori
- Ricky Belloni – cori
- Silvio Pozzoli – cori

## Dati di Vendita
L'album ha venduto, approssimativamente, 80 000 copie.